# Tijana Malešević
Tijana Malešević (Užice, 18 marzo 1991) è una pallavolista serba.

## Carriera
La carriera di Tijana Malešević inizia nel 2005, tra le file dello Jedinstvo Užice, squadra della sua città natale, in cui rimane per cinque stagioni; nel 2009 esordisce nella nazionale serba, con cui si aggiudica l'European League.
Nella stagione 2010-11 viene ingaggiata dalla squadra svizzera del Voléro Zurigo, con cui, in due stagioni, vince due campionati, due Coppe di Svizzera ed altrettante Supercoppe svizzere; nel 2011, con la nazionale, vince l'oro sia all'European League che al campionato europeo, oltre al bronzo al World Grand Prix e all'European League 2012.
Nella stagione 2012-13 passa al PTPS di Piła, militante nel massimo campionato polacco; con la nazionale si aggiudica la medaglia di bronzo al World Grand Prix 2013. Nella stagione successiva va a giocare nella Extraliga ceca per il Prostějov, con cui vince la Coppa della Repubblica Ceca e lo scudetto.
Nell'annata 2014-15 va a giocare nella Voleybol 1. Ligi turca col Sarıyer; con la squadra nazionale si aggiudica la medaglia di bronzo ai I Giochi europei e al campionato europeo e quella d'argento alla Coppa del Mondo. Nell'annata seguente è ingaggiata dal club italiano dell'AGIL di Novara, in Serie A1; durante i Giochi della XXXI Olimpiade di Rio de Janeiro vince con la nazionale la medaglia d'argento.
Per il campionato 2016-17 approda in Brasile, dove prende parte alla Superliga Série A con l'Osasco, vincendo il Campionato Paulista; con la nazionale, nel 2017, arriva alla medaglia di bronzo al World Grand Prix e a quella d'oro al campionato europeo. Nella stagione 2017-18 ritorna nella Sultanlar Ligi, accasandosi al Seramiksan: al termine degli impegni con il club turco passa, per il finale del campionato, alle rumene dell'Alba-Blaj; con la nazionale vince la medaglia d'oro al campionato mondiale 2018.
Rimasta svincolata, nel corso della stagione 2018-19 rientra in Serbia accordandosi con la Stella Rossa, con cui disputa la prima parte della Superliga, prima di accettare nel gennaio 2019 la proposta del San Casciano, con la cui maglia disputa i mesi finali dell'annata nel massimo campionato italiano.

## Palmarès

### Club
- Campionato svizzero: 2

2010-11, 2011-12
- Campionato ceco: 1

2013-14
- Coppa di Svizzera: 2

2010-11, 2011-12
- Coppa della Repubblica Ceca: 1

2013-14
- Supercoppa svizzera: 2

2010, 2011
- Campionato Paulista: 1

2016

### Nazionale (competizioni minori)
- Campionato europeo Under-18 2007
- European League 2009
- European League 2011
- European League 2012
- Giochi europei 2015